# أبشان
قرية ابشان هي إحدى القرى التابعة لمركز بيلا في محافظة كفر الشيخ في جمهورية مصر العربية. حسب إحصاءات سنة 2006، بلغ إجمالي السكان في ابشان 20725 نسمة، منهم 10427 رجل و10298 امرأة.

## التاريخ
قرية أبشان من القرى القديمة، واسمها الأصلي وقت الفتح الإسلامي لمصر بشنامونيس (بالإنجليزية: Paschnamounis)‏، وقد وردت باسم إبشان في أعمال الغربية ضمن قرى الروك الصلاحي التي أحصاها ابن مماتي في كتاب قوانين الدواوين، كما وردت باسم إبشان في أعمال الغربية ضمن قرى الروك الناصري التي أحصاها ابن الجيعان في كتاب «التحفة السنية بأسماء البلاد المصرية». وفي العصر العثماني كان اسمها في تربيع سنة 933هـ/1527م الذي أجراه الوالي العثماني سليمان باشا الخادم في عصر السلطان العثماني سليمان القانوني إبشان ضمن قرى ولاية الغربية، وفي تاريخ 1228هـ/1813م الذي عدّ قرى مصر بعد المسح الذي قام به محمد علي باشا باسم إبشان ضمن قرى مديرية الغربية.